# Jalen Johnson
Jalen Tyrese Johnson (* 18. Dezember 2001 in Wausau, Wisconsin) ist ein US-amerikanischer Basketballspieler. 2021 wechselte der 2,03 Meter große Flügelspieler von der Duke University zu den Atlanta Hawks, die ihn an 20. Stelle des Draftverfahrens ausgewählt hatten.

## Werdegang
Als Heranwachsender spielte Johnson zunächst an der Sun Prairie High School in seinem Heimatbundesstaat Wisconsin, ab 2018 an der Nicolet High School (ebenfalls in Wisconsin). Im Sommer 2019 wechselte er nach Florida an die IMG Academy, bestritt für deren Mannschaft aber kein Spiel und ging im Dezember 2019 an die Nicolet High School zurück. Zu diesem Zeitpunkt hatte Johnson bereits entschieden, ab der Saison 2020/21 an der Duke University zu spielen und zu studieren. Er wurde von Dukes Trainer Mike Krzyzewski in 13 Spielen eingesetzt und brachte es auf 11,2 Punkte sowie 6,1 Rebounds je Begegnung. Mitte Februar 2021 gab Johnson, der im Saisonverlauf rund einen Monat aufgrund einer Fußverletzung ausfiel, nach Absprache mit seiner Familie und mit Krzyzewski bekannt, nicht mehr für Duke zu spielen, um sich gesund auf das NBA-Draftverfahren vorbereiten zu können. Die Atlanta Hawks riefen den Flügelspieler an 20. Stelle auf, er war Atlantas erste Wahl.

### Familie
Johnsons Vater Rod spielte Basketball als Profi in Polen, Mutter Stacy in der NCAA. Auch Jalen Johnsons Bruder Rod Junior schlug eine Leistungsbasketballlaufbahn ein.

## Karriere-Statistiken

### NBA

#### Hauptrunde
| Saison  | Team    | GP  | GS | MPG  | FG % | 3P % | FT % | RPG | APG | SPG | BPG | PPG  |
| ------- | ------- | --- | -- | ---- | ---- | ---- | ---- | --- | --- | --- | --- | ---- |
| 2021–22 | Atlanta | 22  | 0  | 5.5  | .537 | .231 | .714 | 1.2 | 0.1 | 0.1 | 0.1 | 2.4  |
| 2022–23 | Atlanta | 70  | 6  | 14.9 | .491 | .288 | .628 | 4.0 | 1.2 | 0.5 | 0.5 | 5.6  |
| 2023–24 | Atlanta | 56  | 52 | 33.7 | .511 | .355 | .728 | 8.7 | 3.6 | 1.2 | 0.8 | 16.0 |
| Gesamt  | Gesamt  | 148 | 58 | 20.6 | .506 | .328 | .694 | 5.4 | 2.0 | 0.7 | 0.6 | 9.1  |

#### Playoffs
| Saison  | Team    | GP | GS | MPG | FG % | 3P % | FT %  | RPG | APG | SPG | BPG | PPG |
| ------- | ------- | -- | -- | --- | ---- | ---- | ----- | --- | --- | --- | --- | --- |
| 2021–22 | Atlanta | 2  | 0  | 4.5 | .000 | .000 | –     | 0.0 | 0.0 | 0.0 | 0.0 | 0.0 |
| 2022–23 | Atlanta | 6  | 0  | 9.3 | .417 | .364 | 1.000 | 2.5 | 1.3 | 0.5 | 0.0 | 4.3 |
| Gesamt  | Gesamt  | 8  | 0  | 8.1 | .370 | .333 | 1.000 | 1.9 | 1.0 | 0.4 | 0.0 | 3.3 |